# 伊萬·霍爾巴切夫斯基
伊萬·雅科维奇·霍爾巴切夫斯基（羅馬化：Ivan Yakovych Horbachevskyi；1854年5月15日—1942年5月24日），烏克蘭裔奥地利化学家和政治家。1882年，他从甘氨酸中合成了尿酸。他还注意到氨基酸是蛋白质的组成部分。

## 備注
1. ↑  又稱揚·霍爾巴切夫斯基（波蘭語：Jan Horbaczewski）、約翰·霍爾巴切夫斯基（德語：Johann Horbaczewski）